# La selva ecuatorial (Rousseau)
La selva ecuatorial (en francés: La Jungle équatoriale) es un cuadro realizado por el pintor francés postimpresionista Henri Rousseau en 1909 como parte de su serie de cuadros de las Selvas. Actualmente se encuentra en la colección de la Galería Nacional de Arte de Washington D. C., Estados Unidos.
Dos monos con pelaje dorado, marrón y negro se asoman detrás del denso follaje de la selva tropical. La mayor parte de la composición está llena de áreas ampliamente pintadas de salvia, oliva y musgo para crear una pared impenetrable de plantas y crecimiento.[cita requerida] El cielo, a la izquierda de la parte superior central, está enmarcado por plantas que crecen hacia arriba y en las esquinas superiores de la pintura. De escala pequeña y escondido entre la maleza cerca de la parte inferior central,[cita requerida] el mono de la derecha tiene ojos negros que nos miran o hacia nosotros,[cita requerida] una nariz larga y gris alrededor de la boca y los ojos. Tiene orejas triangulares y su cuerpo, que se extiende hacia la derecha, es de color marrón oscuro con la cola levantada. A la izquierda, otro animal más pequeño (tal vez una cría) está prácticamente oscurecido por una hoja de helecho e hierba.[cita requerida] Este animal tiene pequeños ojos negros y pelaje castaño y negro. Tres flores grandes y estilizadas con centros de color rosa fucsia y pétalos pálidos crecen encima de los simios, a la izquierda. A la derecha crece un jacinto blanco de gran tamaño. Un ave roja se posa en una rama sobre las flores rosas, casi oculta entre las plantas.[cita requerida]